# Stanislas Guerini
Stanislas Guerini é um político francês que atua como Ministro da Transformação e Serviços Públicos no governo dos sucessivos primeiros-ministros Élisabeth Borne e Gabriel Attal desde 2022.
Antes de entrar no governo, Guerini atuou como diretor executivo da La République En Marche! (LREM) desde 2018. Sucedeu Christophe Castaner, que renunciou após ser nomeado Ministro do Interior pelo Presidente Emmanuel Macron. De 2017 a 2022, Guerini foi membro da Assembleia Nacional do 3º arrondissement de Paris, que abrange partes dos 17º e 18º arrondissements.
Stanislas Guerini formou-se na HEC Paris em 2006.